# Mässingsrörbock
Mässingsrörbock (Donacia brevitarsis) är en skalbaggsart som beskrevs av Thomson 1884. Den ingår i släktet rörbockar och familjen bladbaggar. Arten förekommer i Nord- och Mellaneuropa.

## Beskrivning
Mässingsrörbocken är en avlång skalbagge, om än något bredare än de flesta rörbockar, med vanligen metalliskt ljust koppar- till mässingsfärgad kropp. Mindre vanligt är en grön grundfärg. Antennerna och de korta benen är även de metallglänsande. Kroppslängden varierar mellan 7 och 8,5 mm.

## Utbredning
Utbredningsområdet omfattar Nord- och Mellaneuropa från Frankrike över Tyskland, Italien, Vitryssland till nordvästra Ryssland och Estland samt norrut till Sverige och Finland. I Sverige, där arten är klassificerad som livskraftig ("LC"), finns den från Blekinge till Dalarna, medan den i Finland, där den är rödlistad som sårbar ("VU"), förekommer i södra delarna av landet. I övriga Skandinavien har den funnits i Danmark, men där är den numera rödlistad som nationellt utdöd ("RE").

## Ekologi
Larven lever i stilla eller långsamflytande sötvatten med dybotten, gärna relativt näringsfattiga skogssjöar med vitmossa, men även i diken samt sjö- och åstränder. Larven lever under vattenytan på rötterna av olika starrarter som blåsstarr, vasstarr och bunkestarr. De vuxna individerna, som är dagaktiva och ofta kan ses under försommaren på strand- och vattenväxter, lever av pollen och omogna, hanliga småax.